# Levinsenia canariensis
Levinsenia canariensis is een borstelworm uit de familie Questidae. Het lichaam van de worm bestaat uit een kop, een cilindrisch, gesegmenteerd lichaam en een staartstukje. De kop bestaat uit een prostomium (gedeelte voor de mondopening) en een peristomium (gedeelte rond de mond) en draagt gepaarde aanhangsels (palpen, antennen en cirri).
Levinsenia canariensis werd in 2002 voor het eerst wetenschappelijk beschreven door Brito en Nunez als Periquesta canariensis.